# 宋維釗
宋維釗（？—？），號鑑秋，中國清朝官員，廣東花縣人。於光緒十六年三月十三日（1890年5月1日）任恆春縣知縣，後調署臺東直隸州知州。
1895年，臺灣民主國成立，宋維釗成為該國的南雅通判，鎮守臺東地區。